# Wiktoria (stacja metra)
Wiktoria (gr: Βικτώρια) – stacja metra ateńskiego na linii 1 (zielonej) między stacjami Omonia i Attiki. Jej nazwa pochodzi od brytyjskiej monarchini Królowej Wiktorii. Została otwarta 1 marca 1948.
Stacja Wiktoria znajduje się 5 minut spacerem od Narodowego Muzeum Archeologicznego w Atenach.